# Acide dipicolinique
L'acide dipicolinique ou acide pyridine-2,6-dicarboxylique est un composé organique qui consiste en un noyau pyridine substitué en 2,6 (de part et d'autre de l'atome d'azote) par deux groupes acide carboxylique. C'est donc un acide dicarboxylique. Son nom dérive de l'acide picolinique (acide pyridine-2-carboxylique).
L'acide dipicolinique compose de 5 % à 15 % du poids sec de spores bactériennes,. Il est responsable en partie de la résistance à la chaleur des endospores,.

## Synthèse
L'acide dipicolinique apparaît pendant la sporulation (formation de spores) de micro-organismes. Il ne se produit que dans le noyau des endospores et pas dans les cellules végétatives. Une autre synthèse peut être effectuée par exemple par l'oxydation des groupes méthyle de la 2,6-lutidine.

## Propriétés et usages
Lorsque l'acide dipicolinique est chauffé, il se décompose au-dessus de 248 °C par décarboxylation en acide picolinique :

### Biochimie
L'acide dipicolinique forme un complexe avec les ions calcium dans le noyau des endospores bactériennes. Ce complexe se lie aux molécules d'eau libres, causant une déshydratation de la spore. Avec les SASP (Small acid-soluble spore protein),,,, le complexe est responsable de la résistance des spores au stress
Deux genres de bactéries pathogènes sont connus pour produire des endospores : les Bacillus aérobies et les Clostridium anaérobies.
La forte concentration d'acide dipicolinique des endospores bactériennes est une cible dedans les méthodes d'analyse de détection des endospores bactériennes,. Un développement particulièrement important dans ce domaine a été la démonstration par Rosen et al. d'un test pour cet acide basé sur photoluminescence en présence de terbium. Ironiquement, cette photoluminescence a d'abord étudié pour le dosage du terbium par Barela et Sherry avec de l'acide dipicolinique. De nombreux et vastes travaux ont été menés par de multiples scientifiques pour affiner et développer ces deux approches réciproques.
Enfin, l'acide dipicolinique est utilisé pour préparer des complexes dipicolinato de lanthanides ou de métaux de transition en chromatographie ionique.